# 盧子翔
盧子翔（英語：Lucas Lu，1996年10月12日—）是臺灣新生代音樂男歌手、音樂創作人，成長於臺灣臺中市，曾數次登上臺灣知名社群頻道【台灣達人秀】，其中因翻唱「Forever Young」，被譽為 "被天使吻過的嗓音"。於2018年11月因同婚公投議題創作單曲《一百萬次的悲傷》於音樂平台StreetVoice街聲發表。
2019年應電影監製劉楓棋邀約，創作網路小說【那一年，162場雨】改編電影「想你的162場雨」之主題曲《要不要再一起》。
在2019年底正式發行首張全創作專輯《趁我們還有年少》，後於華語流行音樂常擔任製作人及編曲。

## 音樂作品

### 個人單曲
| 2022/11/14 | 《假菩提》 | 2021/12/31 | 《神經束縛》 | 2021/11/29 | 《甘阿內》 | 2021/10/19 | 《沒防到You》 | 2021/9/18 | 《蜂蜜般的午後》 | 2020/11/25 | 《石油》 |  | 2019/11/8 | 《要不要再一起》 | 2022/6/1 | 《那是溫柔的荒蕪之光》 |

### 專輯/EP
| 專輯類別   | 專輯名稱           | 製作人       | 發行日期   | 曲目 | 相關影音                                 |
| ---------- | ------------------ | ------------ | ---------- | --- | ---------------------------------------- |
| 迷你專輯   | 《蔑視》           | Lucas 盧子翔 | 2023年2月  | 1. 甘阿內 2. 沒防到YOU 3. 神經束縛 4. 假菩提                                                                                      |                                          |
| 迷你專輯   | 《當我還認得》     | Lucas 盧子翔 | 2021年7月  | 1. 認得 2. 焦點 3. 終於我默默接受了 4. 用心保存                                                                                   | YouTube上的官方MV （页面存档备份，存于） |
| 全創作專輯 | 《趁我們還有年少》 | Lucas 盧子翔 | 2019年10月 | 1. 細漢時陣 2. 季風少年 3. 走心 4. 世界盡頭會不會有人接住我 5. 為你寫歌 6. 一百萬次悲傷 7. 星空閃爍的你 8. 趁我們還有年少 9. 認得 |                                          |

### 其他知名音樂製作
- 2022 葉柔 （页面存档备份，存于） 創作單曲《荼蘼》

1. 荼蘼 - 製作人
  - 葉柔荼蘼YouTube上的官方MV （页面存档备份，存于）

- 2022年 鄭可強 首張創作迷你專輯《迷城慢遊》

1. 搭上名為你的地鐵 - 製作人
2. 閃電 - 製作人
3. 有件事想對你講 - 製作人
4. 迷城慢遊 - 製作人

- 2022年 張苡宸 首張創作迷你專輯《宸光》[2]

1. 這條路- 編曲
2. 還給你自由 - 編曲
3. 陌生人 - 編曲
4. 曙光是你 - 編曲

- 2022年 知名街頭藝人鄭怡琳 單曲 別叫我相信

1. 別叫我相信 - 製作人

- 2022 徐哲緯 《認得（拂曉未來版）》[3]

1. 認得（拂曉未來版） - 製作人

- 2022 吳東翰 創作單曲《記與後忘》

1. 記與後忘 - 製作人

- 2022 張苡宸 聖誕特輯單曲《想念的聖誕》[4]

1. 想念的聖誕 - 製作人

- 2022 鄭可強 創作單曲《紙箱》
  - 紙箱 - 製作人
- 2022 鄭可強 創作單曲《剩溫柔》
  - 剩溫柔 - 製作人
- 2022 鄭可強 創作單曲《就這樣》
  - 就這樣 - 製作人
- 2022 葉柔 （页面存档备份，存于） 創作單曲《回到你很愛很愛我的時候》[5]
  - 回到你很愛很愛我的時候 - 製作人
- 2022 葉柔 （页面存档备份，存于） 創作單曲《降格》
  - 降格 - 製作人
- 2023 徐哲緯 賀歲新曲《新春旺旺財》[6]
  - 新春旺旺財 - 製作人
- 2023 葉柔 （页面存档备份，存于） 創作單曲《泥菩薩》
  - 泥菩薩 - 製作人
- 2023 徐哲緯 客語單曲《尋qim》
  - 尋qim - 製作人
- 2023 徐哲緯 客語單曲《名燈》
  - 名燈 - 製作人
- 2023 劉心語 首發單曲《162天》
  - 162天 - 製作人

## 其他跨域演藝經歷
- 2020.12.03 南投縣政府 交通安全宣導廣告《外送員!Safe!》飾演 主角外送員。[7]
- 2020.11.11 臺中樂成宮 觀光宣傳廣告《月老廟》飾演 男主角。
- 2021.01.08 台北流行音樂廣播POP radio聯播網《音樂咬耳朵》擔任 探班DJ。
- 2021.01.17 台北流行音樂廣播POP radio聯播網 擔任 Play DJ。